# Lisa Kudrow
Lisa Valerie Kudrow, född 30 juli 1963 i Encino, Kalifornien, är en Emmy- och SAG-vinnande amerikansk skådespelare. Hon är främst känd för sin roll som Phoebe Buffay i komediserien Vänner.

## Biografi

### Bakgrund
Lisa Kudrow föddes i Encino, Kalifornien och är judinna med vitryskt, ryskt och ungerskt påbrå. Hennes föräldrar heter Lee Kudrow och Nedra Stern. Hon har en äldre syster som heter Helene Marla Kudrow och två äldre bröder som båda är neurologer, David Kudrow och Derrick Kudrow. Efter att ha gått på Portola Middle School i Tarzana, Kalifornien tog hon examen från Taft High School i Woodland Hills i Los Angeles och senare sin filosofie kandidat-examen i biologi vid Vassar College. Hon talar även flytande franska.

### Karriär

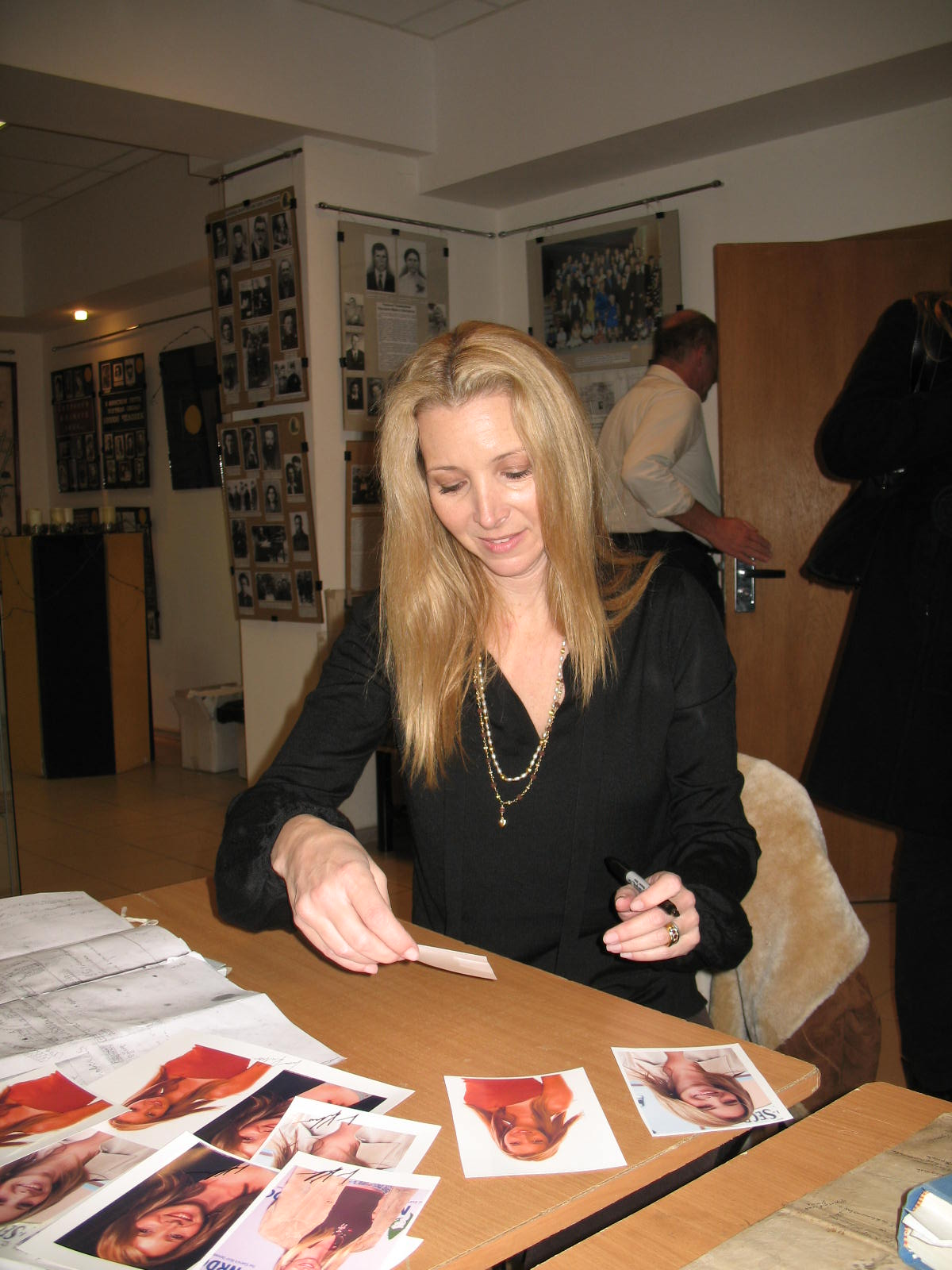
Lisa Kudrow på Judiska kulturhistoriska museet i Minsk, Vitryssland 2010.

Kudrow hade planerat att gå i sin fars fotspår, och forska om huvudvärk. Men hon blev "upptäckt" och började en karriär som skådespelerska. Kudrow började sin komedikarriär som en medlem av The Groundlings och var i samma fack som till exempel Will Ferrell och Janeane Garofalo. Kort därefter förenades Lisa med Conan O'Brien och regissören Tim Hillman i det kortlivade teatersällskapet Unexpected Company. Hon var också den enda ordinarie kvinnliga medlemmen av The Transformers Comedy Troupe, en grupp regisserad av Stan Wells som spelade med flytande schema på Empty Stage Comedy Theatre.
Kudrow är främst känd från TV-serien Vänner där hon spelar rollen som Phoebe och dennas elaka tvillingsyster Ursula. Hon gjorde sin första stora TV-roll som just Ursula i en annan komedi, Galen i dig.

### Privatliv
Kudrow var tillsammans med Conan O'Brien tills han flyttade till New York för sin TV-show. Kudrow är sedan den 27 maj 1995 gift med Michel Stern, en fransk reklamchef. De har en son som heter Julian Murray som är född år 1998. När Kudrow var gravid blev rollfiguren Phoebe också skriven som gravid, det är därför historien om när Phoebe var surrogatmamma åt sin brors trillingar kom upp. Kudrow är bosatt i Los Angeles.

## Filmografi
| År   | Namn                                   | Roll                    |
| ---- | -------------------------------------- | ----------------------- |
| 1989 | L.A. on $5 a Day                       | förförerska             |
| 1992 | Dance with Death                       | Millie                  |
| 1992 | The Unborn                             | Louisa Krelm            |
| 1992 | In the Heat of Passion                 | --                      |
| 1994 | In the Heat of Passion II: Unfaithful  | --                      |
| 1995 | The Crazysitter                        | Adrian Wexler-Jones     |
| 1996 | Mother                                 | Linda                   |
| 1997 | Romy and Michele's High School Reunion | Michele Weinberger      |
| 1997 | Clockwatchers                          | Paula                   |
| 1997 | Hacks                                  | läsande kvinna          |
| 1998 | The Opposite of Sex                    | Lucia DeLury            |
| 1999 | Analysera mera                         | Laura MacNamara Sobel   |
| 2000 | Hanging Up                             | Maddy Mozell            |
| 2000 | Lucky Numbers                          | Crystal                 |
| 2001 | All Over the Guy                       | Marie                   |
| 2001 | Dr. Dolittle 2                         | Ava (röst)              |
| 2002 | Bark!                                  | Dr Darla Portnoy        |
| 2002 | Analysera ännu mera                    | Laura Sobel             |
| 2003 | Marci X                                | Marci Feld              |
| 2003 | The Wonderland Murders                 | Sharon Holmes           |
| 2005 | Happy Endings                          | Mamie Toll              |
| 2007 | Kabluey                                | Leslie                  |
| 2008 | P.S. I Love You                        | Denise Hennessey        |
| 2009 | Powder Blue                            | Sally                   |
| 2009 | Hundpensionatet                        | Lois Scudder            |
| 2009 | Bandslam                               | Karen Burton            |
| 2009 | Paper Man                              | Clair Dunn              |
| 2010 | Easy A                                 | Mrs. Griffith           |
| 2014 | Bad Neighbours                         | Carol                   |
| 2016 | Kvinnan på tåget                       | Martha                  |
| 2017 | Baby-bossen                            | Janice Templeton (röst) |
| 2020 | Like a Boss                            | Shay                    |
| 2022 | Better Nate Than Ever                  | aunt Heidi              |
| 2024 | The Parenting                          |                         |

### Television
| År        | Namn                      | Roll                | Säsong/avsnitt                          |
| --------- | ------------------------- | ------------------- | --------------------------------------- |
| 1993–1999 | Galen i dig               | Ursula Buffay       | Säsong 2–7; 22 avsnitt                  |
| 1994–2004 | Vänner                    | Phoebe Buffay       | Samtliga                                |
| 1998      | Simpsons                  | Alex Whitney (röst) | Säsong 10, avsnitt 1: Lard of the Dance |
| 1998–1999 | Herkules                  | Afrodite (röst)     | 4 avsnitt                               |
| 2010      | Cougar Town               | Dr. Amy Evans       | Säsong 1, avsnitt 11: Rhino Skin        |
| 2013      | Scandal                   | Josephine Marcus    | 4 avsnitt                               |
| 2016–2019 | Unbreakable Kimmy Schmidt | Lori-Anne Schmidt   | 3 avsnitt                               |
| 2018      | Grace and Frankie         | Sheree              | 3 avsnitt                               |
| 2020      | Space Force               |                     |                                         |

## Pris och nomineringar

### Emmy Awards
- 1995 – Bästa kvinnliga birollsinnehavare i en komediserie, Vänner - (Nominerad)
- 1997 – Bästa kvinnliga birollsinnehavare i en komediserie, Vänner - (Nominerad)
- 1998 – Bästa kvinnliga birollsinnehavare i en komediserie, Vänner - (Vunnit)
- 1999 – Bästa kvinnliga birollsinnehavare i en komediserie, Vänner - (Nominerad)
- 2000 – Bästa kvinnliga birollsinnehavare i en komediserie, Vänner - (Nominerad)

### Golden Globe Awards
- 1996 – Bästa kvinnliga birollsinnehavare i en serie, mini-serie eller film, Vänner (Nominerad

### Screen Actors Guild Awards
- 1996 – Bästa kvinnliga birollsinnehavare i en komediserie, Vänner - (Nominerad)
- 1999 – Bästa kvinnliga birollsinnehavare i en komediserie, Vänner - (Nominerad)
- 2000 – Bästa kvinnliga birollsinnehavare i en komediserie, Vänner - (Vunnit)
- 2004 – Bästa kvinnliga birollsinnehavare i en komediserie, Vänner - (Nominerad)

### American Comedy Awards
- 1996 – Roligaste kvinnliga birollsinnehavare i en tv-serie, Vänner - (Nominerad)
- 1999 – Roligaste kvinnliga birollsinnehavare i en tv-serie, Vänner - (Nominerad)
- 1999 – Roligaste kvinnliga gästframträdande i en tv-serie, Galen i dig - (Nominerad)
- 1999 – Roligaste kvinnliga birollsinnehavare i en film, The Opposite of Sex - (Nominerad)
- 2000 – Roligaste kvinnliga birollsinnehavare i en komediserie, Vänner - (Vunnit)